# Jet tours
Jet tours est une marque de voyages, créée en mai 1968, qui appartient au groupe NG Travel depuis 2020. Spécialisé dans le marché du tourisme en proposant plusieurs services,  le voyagiste Jet tours possède quatre clubs de vacances, les Club Eldorador, établis dans plusieurs pays à travers le monde et propose des circuits sur plus de 80 destinations. L’offre Jet tours comprend également des week-ends, des hôtels, des locations de vacances, et des vacances au ski dans de nombreux pays. La marque compte trois agences domiciliées en Île-de-France. 

## Historique
Le 9 mai 1968, le groupe Air France fonde la marque Jet tours. Sa vocation est alors d'offrir aux voyageurs de la compagnie des circuits à l'arrivée de ses vols.
Jet tours se positionne sur un marché encore peu concurrentiel, le haut de gamme. La volonté de la marque est alors de proposer une offre de qualité, organisée et sophistiquée.
En 1975, le voyagiste crée les Club Eldorador.
Le succès des Club Eldorador propulse Jet tours qui passe de 5 000 clients en 1972 à 180 000 en 1978.
En 1993, Air France veut céder sa filiale Sotair qui gère entre autres Jet tours. C'est ainsi qu'en juin 1993, Sotair fusionne avec sa concurrente SFTA, propriétaire des marques Chorus tours, Touring, Cruisair et Kappa Club. Cette fusion fut d'autant plus évidente que les deux sociétés avaient à l'époque chacune leur siège dans le même immeuble, celui de la Belle Jardinière, à côté de la Samaritaine à Paris.
Janvier 1994, c'est le déménagement des deux sociétés fraîchement fusionnées à Ivry-sur-Seine (Val-de-Marne) aux portes de Paris dans un immeuble flambant neuf.
En 1998, l'entreprise est reprise par des investisseurs et ses cadres pour un franc symbolique. Rapidement, les résultats financiers sont au rendez-vous.
En juin 1999, sur l'impulsion de Philippe Bourguignon, le Club Med rachète Jet tours à Air France. Des synergies, et donc des économies d'échelle, sont envisagées. 
En 2001, Laurence Bergman Clément arrive dans l'entreprise.
En 2002, Jet Tours lance sa campagne publicitaire avec le slogan « On peut rater le 1er tour, mais pas ses vacances ! » 
Conjointement, fin 2003, le Club Méditerranée et Jet tours font l'acquisition chacune d'un tiers du capital de Four Seasons Travel, un voyagiste spécialisé sur le Maroc.
Jet tours voit son logo évoluer en 2006. Le drapeau laissera place à un ruban mauve.
En 2007, le groupe rachète la marque Austral Lagons, voyagiste spécialiste des voyages sur mesure dans les îles.
Durant l'été 2008, en pleine crise économique mondiale, et alors que des rumeurs de ventes sont persistantes depuis un moment déjà, le Club Med, qui est en période de cession de ses actifs, revend Jet tours au groupe Thomas Cook,; ce dernier avait échoué à acheter FRAM quelque temps auparavant. C'est un souhait du Club Med que de se recentrer sur son activité première: les villages de vacances, tout en montant en gamme et en retrouvant des liquidités; Jet tours ne fait pas partie de ses activités stratégiques. Malgré tout, Jet tours conservera la production des circuits touristiques « Club Med Découverte ». 
2008, c'est le déménagement progressif d'Ivry au siège de Thomas Cook basé à Clichy-la-Garenne (92) aux portes de Paris également. 
De 2010 à 2012, Jet tours entreprend une montée en gamme grâce à la renaissance de sa marque fille Au cœur du Monde, dédiée aux voyages sur mesure et au développement des Club Eldorador. Ces derniers représentent plus d'un tiers du chiffre d'affaires de l'entreprise.
Jet tours axe alors son développement sur son réseau d’agences et sur celui de ses clubs, ainsi que de ses concepts hôteliers maison, Hôtels SunConnect, smartline , SENTIDO et Casa cook.
Au début de l'été 2016, Jet tours rebaptise le label Club Eldorador en Club Jet tours.
Fin 2015, Jet tours compte 80 agences de voyages franchisées et dévoile un nouveau concept d’agence de voyage. 
Tous les produits du voyagiste sont vendus par tous les réseaux d'agences de voyages. 
Le 23 septembre 2019, le groupe Thomas Cook se déclare en faillite. De longues tractations sur sa reprise n’aboutiront qu’à un découpage de son réseau d’agences entre onze repreneurs. Le voyagiste Jet Tours ne trouve pas de propriétaire et cesse d’exister, bien que la marque soit toujours active. Des offres de rachat sont déposées au Tribunal de Commerce de Nanterre, jusqu’à ce qu’Hervé Vighier, ancien président-fondateur de Marmara, triomphe en rachetant les marques Jet Tours et Eldorador, en s’imposant devant le GIE ASHA.
En décembre 2020, nouveau rebondissement avec la cession de la marque Jet Tours au voyagiste Directours, à la suite de discussions gardées secrètes entre Olivier Kervella, PDG du groupe NG Travel et Hervé Vighier,.
Début 2021, le groupe NG Travel décide de renommer à nouveau les « Club Jet Tours » en redonnant vie à « Club Eldorador », marque axée sur le sport et la famille,.